# Martin Schmitt (szermierz)
Martin Schmitt (ur. 30 kwietnia 1981) – niemiecki szpadzista, srebrny medalista mistrzostw świata.
W 1998 roku zdobył srebrny medal indywidualnie wśród kadetów na mistrzostwach świata juniorów w Valencii. Na rozgrywanych trzy lata później mistrzostwach świata juniorów w Gdańsku zdobył drużynowo brązowy medal.
Podczas mistrzostw świata w Lipsku w 2005 roku Niemcy w składzie: Jörg Fiedler, Martin Schmitt, Daniel Strigel i Sven Schmid zdobyli drużynowo srebrny medal. Był też między innymi piąty indywidualnie i drużynowo na mistrzostwach świata w Paryżu w 2010 roku.
Ponadto zdobył srebrny medal w turnieju indywidualnym na mistrzostwach Europy w Kijowie (2008) oraz brązowy drużynowo na mistrzostwach Europy w Lipsku (2010).
Nigdy nie wziął udziału w igrzyskach olimpijskich.